# Paysafecard
Paysafecard este o metodă de plată online plătită bazată pe vouchere cu un cod PIN de 16 cifre. Clienții pot achiziționa vouchere la punctele de vânzare locale și să plătească online introducând codul la plata produselor (de exemplu, a jocurilor online). Codurile paysafecard nu sunt făcute pentru a fi folosite la jocuri de noroc și deci pot fi achiziționate și de către minori.
paysafecard este emis și distribuit în țară; utilizarea transfrontalieră și în valută este posibilă în anumite limite. Sfera serviciilor și magazinelor web partenere variază în funcție de țară. În majoritatea țărilor, este disponibil un cont personal numit mypayafecard pentru încărcarea codurilor PIN. Începând cu anul 2000 în Austria, începând cu 2018, payafecard este disponibil în peste 40 de țări. Doi foști concurenți, olandezul Wallie⁠(nl)[traduceți] și britanicul Ukash⁠(en)[traduceți], au fost absorbiți în paysafecard.
În 2013, paysafecard a fost achiziționată de furnizorul britanic de portofel digital Skrill, iar în 2015, ca parte a Grupului Skrill de către Optimal Payments Group, un furnizor global de procesare a plăților online reglementat în Regatul Unit. Optimal Payments s-a schimbat ulterior în Paysafe Group.

## Legături externe
- Site oficial
- Descriere la worldpay.com